# خورخي سالسيدو (ممثل)
خورخي سالسيدو (بالإسبانية: Jorge Salcedo)‏ هو ممثل أرجنتيني، ولد في 6 فبراير 1915 في بوينس آيرس في الأرجنتين، وتوفي بنفس المكان في 12 أبريل 1988.

## وصلات خارجية
- خورخي سالسيدو على موقع IMDb (الإنجليزية)
- خورخي سالسيدو على موقع قاعدة بيانات الفيلم (الإنجليزية)